# جیغ‌کش دست‌قرمز اشپیکس
جیغ‌کش دست‌قرمز اشپیکس (نام علمی: Alouatta discolor) نام یک گونه از سرده میمون جیغ‌کش است.